# Пальяйш (Баррейру)
Пальяйш (порт. Palhais) — район (фрегезия) в Португалии, входит в округ Сетубал. Является составной частью муниципалитета Баррейру. Находится в составе крупной городской агломерации Большой Лиссабон. По старому административному делению входил в провинцию Эштремадура. Входит в экономико-статистический субрегион Полуостров Сетубал, который входит в Лиссабонский регион. Население составляет 1224 человека на 2001 год. Занимает площадь 7,41 км².
Покровителем района считается Дева Мария (порт. Nossa Senhora da Graça).